# Транспірація

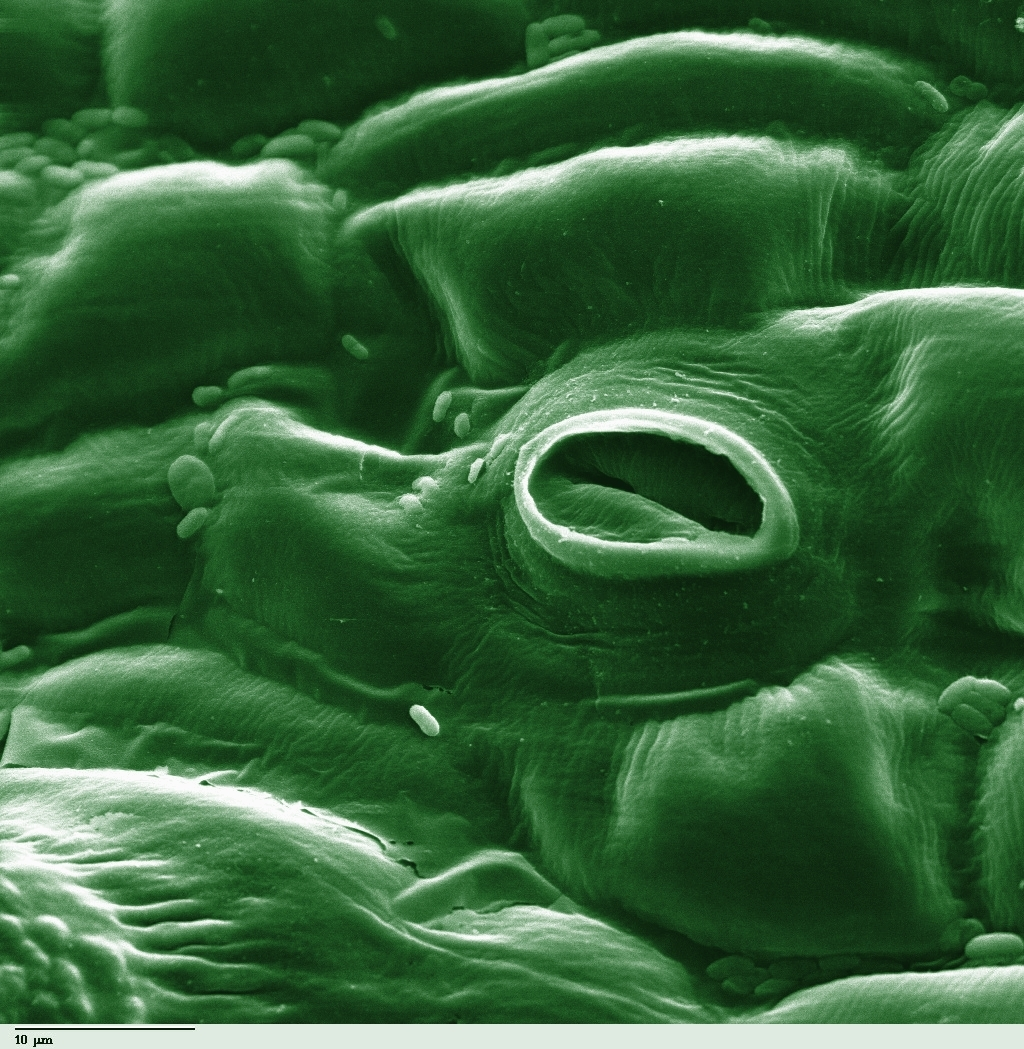
Продих листка томата

Транспірáція (від лат. trans — через, spiro — дихання) — процес випаровування води з поверхні рослин, що відбувається через продихи та кутикулу. Основним органом транспірації є листок. Інтенсивність транспірації залежить від температури, вологості повітря, швидкості вітру, світла, концентрації вуглекислого газу.
Транспірація запобігає перегріванню листків, розвантажує провідну систему рослини від надлишку води (регуляція водного і температурного режимів рослин).
У результаті втрати води в ході транспірації в клітинах листя зростає всисна сила. Це призводить до посилення поглинання клітинами листа води з судин ксилеми і пересуванню води по ксилемі з коріння в листя. Таким чином, верхній кінцевий двигун, який бере участь у транспорті води вгору по рослині, обумовлений транспірацією листя. Рослини всмоктують вологу, що утримується в ґрунті, через корені, причому ця вода може брати початок глибоко під землею. Наприклад, зернові рослини мають корені завдовжки до 2,5 метрів, а корені деяких рослин пустелі ідуть у землю на глибину 20 метрів. Вода, що її викачують рослини з-під землі, доставляє живильні речовини до листя рослин. Рослина транспірує, коли вологість навколишнього повітря нижче, ніж вологість повітря в порах рослинної тканини; у протилежному випадку рослина поглинає водяну пару з повітря. Транспірація відповідає приблизно за 10 % усієї вологи, що випаровується з суходолу.

## Види транспірації
- Кутикулярна (крізь поверхню кутикули, що вкриває епідерміс);
- Продихова (крізь продихові щілини).

Кутикулярна значно менша за продихову, але молоді листки рослин мають високу інтенсивність саме кутикулярної транспірації. У дослідах з березою було доведено, що у молодих листках кутикулярна транспірація становила — 51 %, а продихова — 49 %. У старіших листках тієї ж самої рослини кутикулярна становила — 15 %, а продихова — 85 %. Таким чином, у молодому віці рослина має інтенсивну кутикулярну транспірацію, яка з віком зменшується. У цьому випадку спостерігається прояв біогенетичного закону, що підтверджує водне походження рослин планети. Тобто коли рослини ще не мали захисних пристосувань проти висихання. Природно, що молоді листки особливо потребують водопостачання і дуже чутливі до недостачі води в ґрунті.
Найбільша кількість води випаровується під час транспірації через продихи. По міжклітинниках губчастого мезофілу листків водяна пара потрапляє до продихів і через продихові щілини випаровується в атмосферу. Відкриванням та закриванням продихів рослина регулює інтенсивність транспірації.